# Робърт Кърл
Робърт Флой Кърл-младши (на английски: Robert Floyd Curl Jr.) е американски химик, лауреат на Нобелова награда за химия от 1996 г. заедно с Харолд Крото и Ричард Смоли за откриването на фулерените (в частност, бъкминстърфулерена).

## Ранен живот и образование
Кърл е роден на 23 август 1933 г. в Алис, Тексас. Той е син на методистки свещенослужител. Поради мисионерската работа на баща му, семейството се мести няколко пъти из южните части на Тексас. Кърл придава интереса си към химията на комплект за химия, който получава на 9-годишна възраст, спомняйки си, че е развалил гланца на порцелановата печка на майка си, когато разлива вряща азотна киселина върху нея. Завършва средното си образование на Сан Антонио. Училището му предлага само една година обучение по химия, но преподавателят му по химия му възлага специални проекти по химия, върху които да работи.
През 1954 г. получава научна бакалавърска степен от университета Райс. Защитава докторска дисертация по химия в Калифорнийския университет – Бъркли през 1957 г. Лабораторната му работа там включва използването на инфрачервена спектроскопия за определяне на ъгъла на връзката на дисилоксан.

## Научна дейност
Кърл е назначен за постдокторантски сътрудник в Харвардския университет, където използва микровълнова спектроскопия за изучаване на бариерите на завъртане на молекулните връзки. След това започва работа като преподавател в университета Райс през 1958 г. Ранните му изследвания там включват микровълнова спектроскопия на хлорен диоксид. Програмата му включва както експерименти, така и теория, фокусирани главно върху засичането и анализа на свободни радикали чрез микровълнова спектроскопия и регулируеми лазери. Той използва наблюденията си, за да разработи теория на фината им и свръхфината им структура, както и да получи информация относно кинетиката на реакциите им.
Изследванията на Кърл поощряват Ричард Смоли да се присъедини към него в университета Райс през 1976 г. с цел да си сътрудничат. През 1985 г. с Кърл се свързва Харолд Крото, който желае да използва лазерния апарат, построен от Смоли, за да симулира и изучава образуването на въглеродни вериги в червените гиганти. Преди това Кърл и Смоли използват апарата за изучаване на полупроводникови материали като силиций и германий. Те първоначално не искат да прекъснат експериментите си с тези полупроводници, но в крайна сметка го отдават на Крото.
Групата освен че открива дългите въглеродни нишки, които търси, открива и неочакван продукт с 60 въглеродни атома. В продължение на 11 дни екипът изучава и определя структурата му. Нарича го бъкминстърфулерен, тъй като прилича на геодезичните куполи, с които е известен архитекта Бъкминстър Фулър. Това откритие се дължи единствено на видна линия в масспектрографа, която подсказва за инертно вещество, което е геометрически затворена и без ненаситена връзка. Кърл е отговорен за определянето на оптималните условия на въглеродната пара в апарата. Съществуването на такава молекула е обект на по-ранни хипотези от други учени, но екипът на Кърл не знае за тях, когато прави откритието си. Следващите експерименти потвърждават предложената от тях структура и те продължават със синтезирането на ендоедрален фулерен, който има метален атом в кухата въглеродна обвивка. Тези фулерени днес се считат за потенциално приложими в сферата на наноматериалите и електрониката с молекулярни размери.
За постижението си, триото е удостоено с Нобелова награда за химия през 1996 г. След това Кърл започва да се занимава с изследвания в областта на физикохимията, разработва ДНК генотипи и създава фотоакустични сензори за проследяващи газове, използвайки квантово-каскаден лазер. През 2008 г. Кърл се пенсионира и е избран за професор емерит.